# 142106 Nengshun
142106 Nengshun è un asteroide della fascia principale. Scoperto nel 2002, presenta un'orbita caratterizzata da un semiasse maggiore pari a 2,3839329 UA e da un'eccentricità di 0,1442567, inclinata di 6,62211° rispetto all'eclittica.